# عبد الرحمن الصنادلي
ولد عبد الرحمان الصنادلي في منتصف القرن التاسع عشر (1848 أو 1850)، وتوفي في 27 أكتوبر 1935. وهو أحد رواد الصحافة في تونس. وصاحب جريدة الزهرة.

## رجل وجريدة
ينحدر من أسرة جزائرية استقرت بتونس. درس في جامع الزيتونة وأتقن الفرنسية بدروس خصوصية. ثم انتقل إلى مصر حيث درس في الجامع الأزهر. وفي مصر بدأ حياته الصحفية مع الشيخ محمد بيرم الخامس الذي أسس مطبعة وأصدر جريدة "الإعلام"، كما سنحت له الفرصة ليتصل بالعديد من الشخصيات الفكرية والأدبية كالمويلحي ومحمد عبده. وبعد عودته إلى تونس أصدر جريدة الزهرة التي ظهر عددها الأول يوم 20 جوان/حزيران 1890. وقد تعرضت هذه الجريدة إلى التوقيف أولاهما بين جانفي/كانون الثاني 1897 وسنة 1904 لأنه لم يكن قادرا على دفع الضمان المالي الذي كان يشترطه قانون الصحافة آنذاك. أما الثانية فخلال سنة 1904 لانتقادها وحشية الحراس بسجن جقار. من أهم ما عرفته هذه الجريدة أيضا تحولها إلى جريدة يومية.

## وطنيته
أما سياسيا، فقد تعاطف عبد الرحمن الصنادلي مع حركة الشباب التونسي دون أن ينضم إليهم. وقد بقيت الزهرة الجريدة الوحيدة التي استثنيت من المنع سنة 1911 إثر أحداث الجلاز وبقيت تحتكر الساحة الإعلامية في تونس حتى سنة 1920. تعاطف مع الحزب الحر الدستوري التونسي في العشرينات، ومما يدل على ذلك أنه أسند إلى عدد من قادته رئاسة تحرير جريدته ومن بينهم أحمد توفيق المدني، محيي الدين القليبي. خلف على رأس جريدته ابنه محمد الصنادلي، وقد استمرت بالصدور إلى سنة 1959.